# أوغا أوكبارا
أوغا أوكبارا (بالإنجليزية: Uga Okpara)‏ (28 أغسطس 1982 بنيجيريا - ) هو لاعب كرة قدم نيجيري في مركز الدفاع. شارك مع منتخب نيجيريا لكرة القدم. أما مع النوادي، فقد لعب مع نادي إنييمبا إنترناشونال ونادي إيست بنغال.

## وصلات خارجية
- أوغا أوكبارا على موقع الاتحاد الدولي (مؤرشف)  (الإنجليزية)
- أوغا أوكبارا على موقع قاعدة بيانات كرة القدم.إي يو (الإنجليزية)
- أوغا أوكبارا على موقع Soccerway.com (الإنجليزية)